# Flacey (Côte-d'Or)
 Flacey  es una población y comuna francesa, en la región de Borgoña, departamento de Côte-d'Or, en el distrito de Dijon y cantón de Is-sur-Tille.

## Demografía
| 105                       | 80 | 117 | 110 | 117 | 115 | 111 | 139 | 137 | 146 | 133 | 157 | 128 | 128 | 128 | 128 | 123 | 113 | 116 | 103 | 116 | 102 | 122 | 115 | 105 | 91 | 111 | 93 | 107 | 116 | 131 | 123 | 144 | 163 | 170 |
| (Fuente: INSEE y Cassini) |    |     |     |     |     |     |     |     |     |     |     |     |     |     |     |     |     |     |     |     |     |     |     |     |    |     |    |     |     |     |     |     |     |     |